# Alias Smith and Jones
Alias Smith and Jones was een Amerikaanse televisieserie, gemaakt van 1971 tot 1973. De hoofdrollen werden gespeeld door Pete Duel en Ben Murphy. De serie werd snel populair, maar toen Duel zelfmoord pleegde en de serie werd voortgezet met Roger Davis als Heyes was het na een seizoen afgelopen.

## Verhaal
Hannibal Heyes en Kid Curry zijn outlaws en aanvoerders van de Devil’s Hole Gang in Wyoming aan het einde van de negentiende eeuw. Ze overvallen treinen, beroven banken en blazen kluizen open. Ondanks hun misdaden zijn de twee erg populair bij de bevolking. De belangrijkste reden hiervoor is dat beide mannen nooit iemand doden tijdens hun overvallen. Heyes en Curry ondervinden echter dat het steeds moeilijker wordt om hun beroep uit te oefenen, de treinen en banken worden steeds beter beveiligd en de kluisdeuren steeds sterker.
Ze besluiten de bende te verlaten en een nieuw bestaan op te bouwen zonder misdaad. Belangrijke voorwaarde is echter dat ze niet langer vervolgd worden voor hun ‘oude’ misdaden. Via hun vriend, sheriff Lom Trevors, zoeken ze contact met de gouverneur van het district Wyoming om amnestie te verkrijgen. De gouverneur twijfelt. Hij kan deze bekeerde criminelen niet zomaar amnestie verlenen. Hij stelt voor dat Heyes en Curry hun amnestie moeten verdienen. Als ze in staat blijken lange tijd uit de problemen te blijven en niet weer terugvallen in de misdaad, krijgen ze amnestie. Aangezien verder niemand anders van deze overeenkomst op de hoogte zal worden gesteld, betekent dit dat Heyes en Curry nog altijd op de lijst van gezochte criminelen blijven staan. Iedere sheriff, marshal of premiejager of zelfs burger kan ze inrekenen.
Heyes en Curry gaan schoorvoetend akkoord en nemen een nieuwe identiteit aan. Als Joshua Smith (Heyes) en Thaddeus Jones (Curry) trekken beide mannen eropuit om eerlijk werk te vinden en buiten de problemen te blijven. Ongelukkig genoeg zijn hun pseudoniemen niet slim gekozen. Wie in Amerika zijn echte naam wil verbergen zal snel kiezen voor ‘Smith’ of ‘Jones’ als alternatief. De twee merken al snel dat ze alleen al door hun achternaam worden gewantrouwd.
Om ontdekking te voorkomen reizen ze van de ene stad naar de andere en proberen steeds werk te vinden. In de meeste gevallen brengt de ‘zilveren tong’ van Heyes uitkomst, hij kan zo goed praten dat hij er steeds weer in slaagt om baantjes te krijgen of wantrouwen weg te nemen. Ook zijn talenten aan de pokertafel zijn zeer welkom, want de pokerwinsten zijn een belangrijke bron van inkomsten. Als het weleens uit de hand loopt met het pokeren kan Heyes altijd vertrouwen op Kid Curry die sneller zijn pistool kan trekken dan wie dan ook. Helaas is dit talent van Curry tegelijkertijd een nadeel. Maar weinig mensen zijn zo snel als Kid Curry en dus wordt hij al snel aan deze speciale vaardigheid herkend. Zeker Harry Briscoe van het Bannerman Detective Agency krijgt dan al snel lucht van de nieuwe verblijfplaats van het duo.

## Productie
De serie was geïnspireerd door de film Butch Cassidy and the Sundance Kid uit 1969 met Paul Newman en Robert Redford. Zo is de naam van de bende van Heyes en Curry, The Devil’s Hole Gang, gebaseerd op The Hole in the Wall Gang van Butch Cassidy. De naam Kid Curry komt van een bendelid van Butch Cassidy die echt heeft bestaan en anders dan de Curry in de serie een koelbloedige moordenaar was. Soms leent de televisieserie rechtstreeks uit de film. De episode “The Posse That Wouldn’t Quit” (14 oktober 1971) bijvoorbeeld gaat over een posse die het duo achterna zit. Ondanks alle pogingen van Heyes en Curry om de achtervolgers af te schudden, blijven de mannen volgen. Uiteindelijk blijkt dat de posse een Indiaanse verkenner gebruikt die alle trucs van de twee doorziet. Deze episode is bijna letterlijk in Butch Cassidy and the Sundance Kid te zien.
Het Bannerman Detective Agency uit de serie heeft nooit bestaan, maar was wel gebaseerd op een echte detectivebureau, het roemruchte Pinkerton detective agency.

## Het einde van de serie
Het einde van de serie werd ingeluid met de dood van Pete Duel. Op 31 december 1971 trof de vriendin van Pete Duel, Dianne Ray, haar vriend dood aan. Naast het lichaam werd een pistool aangetroffen. Het is nooit helemaal duidelijk geworden of Duel zelfmoord had gepleegd of dat er sprake was van een ongeluk met het wapen. Hij had zwaar gedronken die dag en was gedeprimeerd door persoonlijke problemen. Hij had een jaar voor zijn dood een auto-ongeluk veroorzaakt en de juridische verwikkelingen die daarop volgden maakten Duel depressief. Ook was hij niet gelukkig met zijn rol in ‘Alias Smith en Jones’. Hij was blij met de populariteit, maar minder gelukkig met het feit dat hij geen andere projecten kon aanpakken.
Na zijn dood werd de serie voortgezet. In afwachting van een opvolger ging de filmploeg aan het werk en nam alle scènes op waarin Duel niet voorkwam. Roger Davis nam de rol uiteindelijk over, maar het werd geen succes. De kijkcijfers daalden en na een seizoen met Roger Davis werd de serie stopgezet.

## Rolverdeling
- Pete Duel, Roger Davis - Hannibal Heyes / Joshua Smith
- Ben Murphy - Kid Curry / Thaddeus Jones
- J.D. Cannon - Detective Harry Briscoe